# Chloroclystis olivata
Chloroclystis olivata är en fjärilsart som beskrevs av W. Warren 1901. Chloroclystis olivata ingår i släktet Chloroclystis och familjen mätare. Inga underarter finns listade i Catalogue of Life.